# Ljig
Ljig (serbisch-kyrillisch Љиг) ist eine Gemeinde und Kleinstadt im Westen Serbiens im Bezirk Kolubara.

## Geschichte
Die Gemeinde Ljig entstand im Gebiet des Dorfes Gukoš als Straßensiedlung rund um den Fluss Ljig, nach welchem sie benannt wurde. Die ersten Aufzeichnungen der Geschichte der Siedlung selbst beginnen im Jahr 1911, als eine Eisenbahn zwischen Lajkovac und Gornji Milanovac gebaut wurde. 1917 wurde in der Nähe des heutigen Zentrums von Ljig ein Bahnhof gebaut. Am 3. September 1920 wurde Ljig per Dekret von König Aleksandar I. Karađorđević zur Kleinstadt erklärt. Der Status als Kleinstadt ermöglichte die Gründung von Institutionen, wie etwa einer Bank, einem Markt und einer Apotheke. Seit 1922 entwickelte sich Ljig durch die Eisenbahn, welche von Lajkovac nach Gornji Milanovac durch sie führte, schnell. 
Im Gebiet der heutigen Gemeinde Ljig wurde während des Ersten Weltkrieges die Schlacht an der Kolubara ausgetragen. 

## Geografie
Die Stadt und Gemeinde liegt im westlichen Teil von Šumadija. Etwa 8 Kilometer südlich von Ljig befindet sich der Berg Rajac und 27 Kilometer südöstlich der Berg Rudnik. Durch Ljig fließt der Fluss Ljig, der auch gleichzeitig der größte Nebenfluss des Flusses Kolubara ist. Durch die Ibar-Magistrale ist Ljig mit Belgrad verbunden.

## Bevölkerung
Laut der Volkszählung von 2022 hat die Gemeinde mit der Stadt 10.711 Einwohner. Die Stadt selbst hat 3090 Einwohner. Im Vergleich zur letzten Volkszählung von 2011, wo die Gemeinde 12.730 und die Stadt 3226 Einwohner zählte, stellt es einen Rückgang der Bevölkerungszahl dar.

## Sehenswürdigkeiten

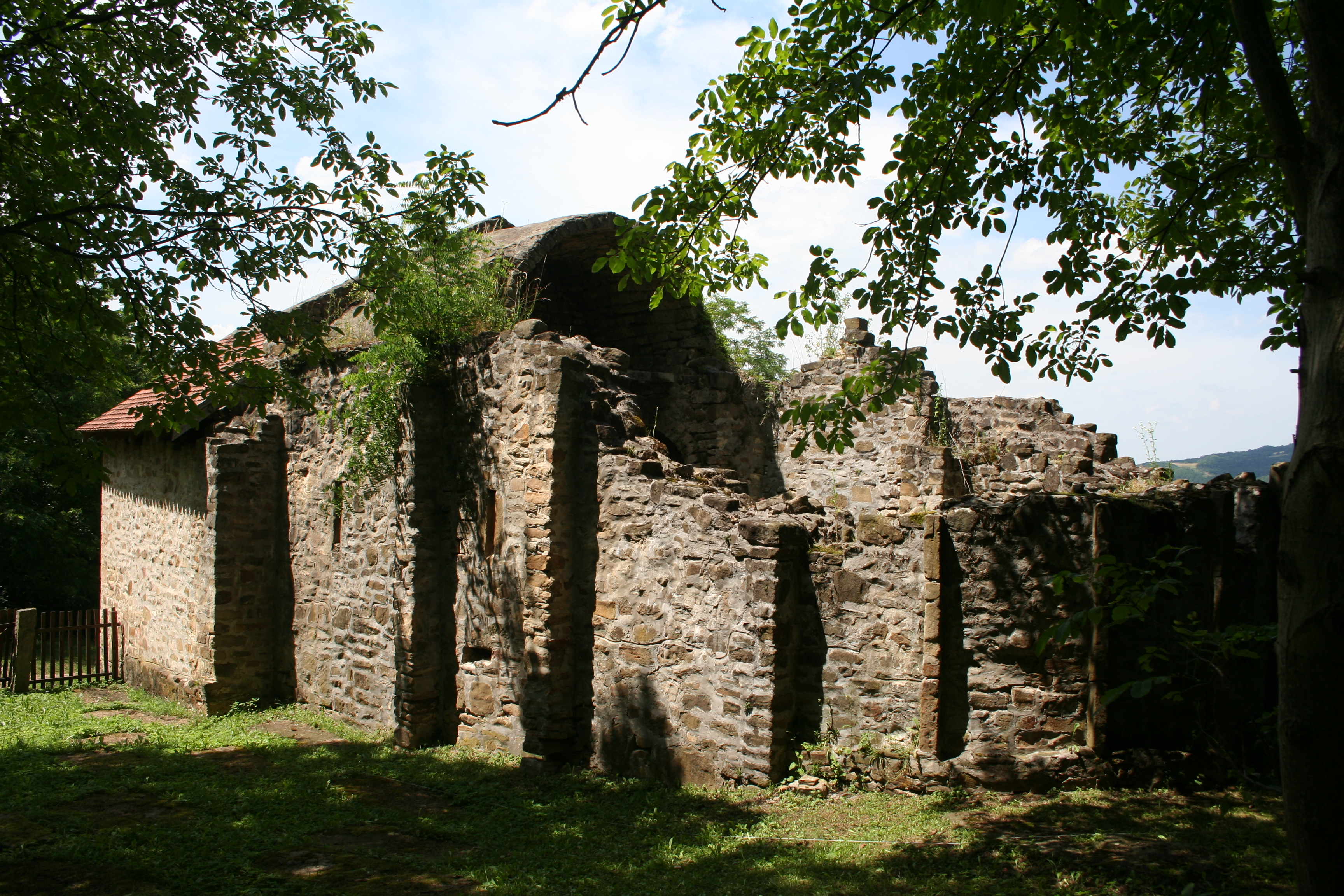
Die Überreste der Vavadenja Klosters in Slakovnica

Das Gebiet der Gemeinde hat eine lange Geschichte. In Slakovnica bei Ljig, in der Nähe des Berges Rajac, befinden sich die Überreste des mittelalterlichen Kloster Vavedenje. Der Bau des Klosters geht entweder auf Ende des 13. oder Anfang des 14. Jahrhunderts zurück. In seinem Narthex befinden sich Gräber. Man vermutet, dass in den Gräbern der serbische Despot Đurađ Branković, seine Frau Irene Kantakouzene und sein Sohn Lazar Branković begraben sind.

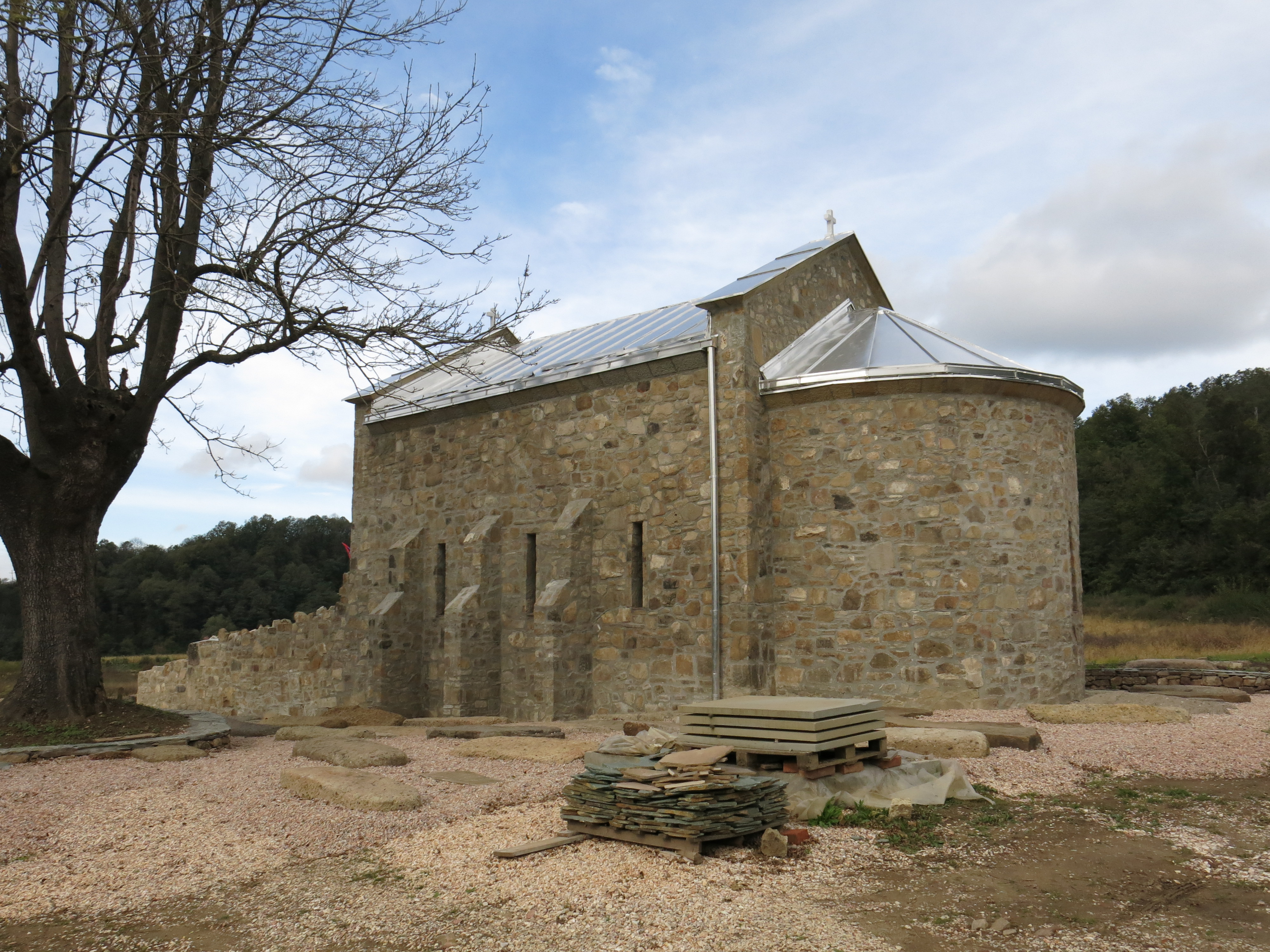
Die St. Johannes-der-Täufer-Kirche in Dići

Im Dorf Dići befindet sich die St. Johannes-der-Täufer-Kirche, welche im 14. Jahrhundert vom serbischen Adligen Vukdrag erbaut wurde.